# Ahmed Abdallah
Ahmed Abdallah Abderamane, född 12 juni 1919 i Domoni på ön Anjouan, Komorerna, död 26 november 1989 i Komorernas huvudstad Moroni, var i många år ledare för Komorerna. Han var först president i generalförsamlingen 1949-53 och sedan som ordförande i deputeradekammaren, som ledare för det konservativa partiet Komorernas Demokratiska Union (UDC).
Han var regeringschef 26 december 1972–6 juli 1975, då han blev statsöverhuvud vid Komorernas självständighet. Efter redan en månad blev han dock 3 augusti avsatt i en statskupp, genomförd av den franske legoknekten Bob Denard. Samme Denard hjälpte 23 maj 1978 Abdallah tillbaka till makten. Han var därefter president till 1989, då han mördades.